# Greg Coniglio

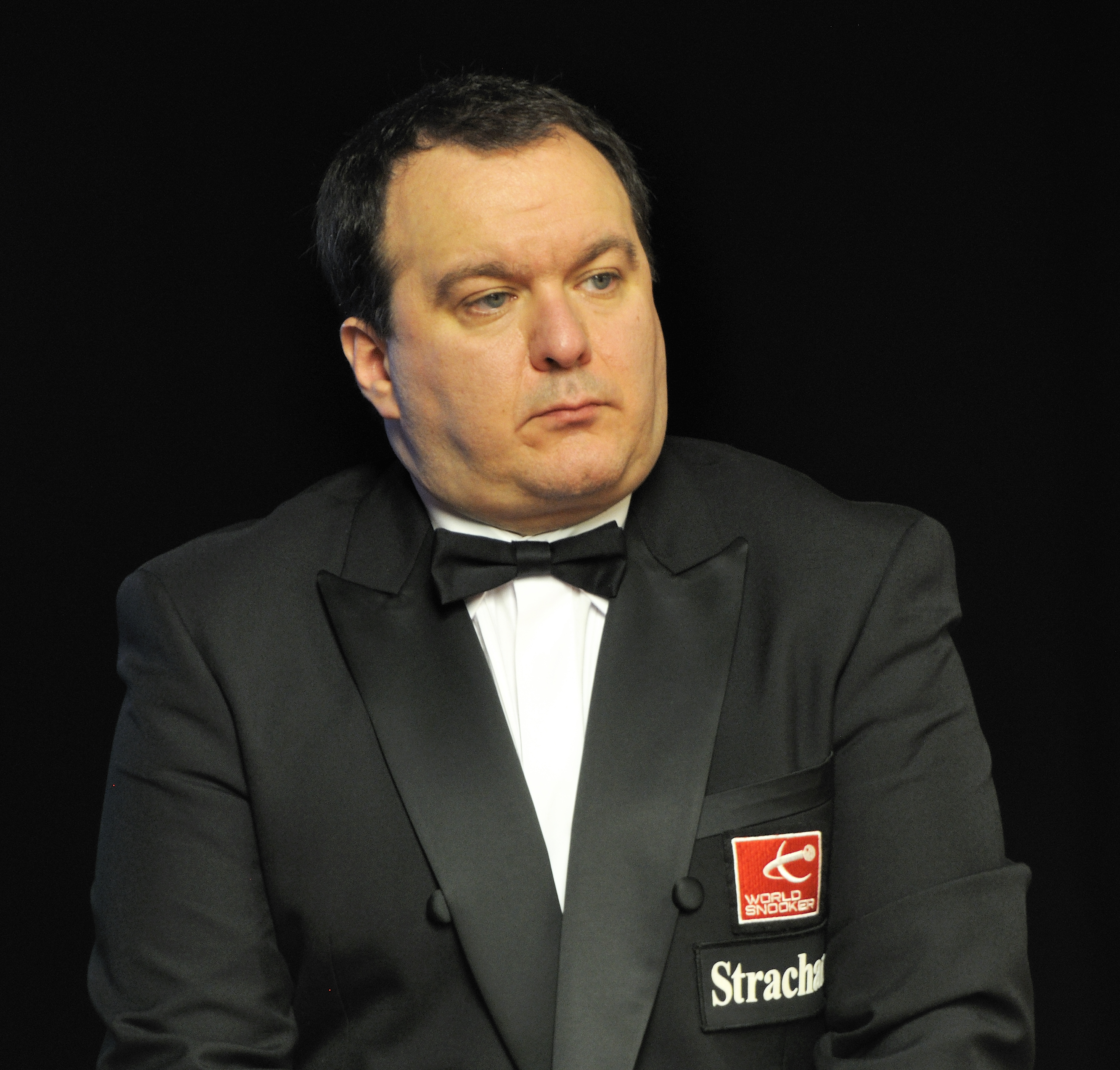

Greg Coniglio (* 30. September 1970 in Manchester, England) ist ein englischer Schiedsrichter der Billardvariante Snooker.

## Leben
Greg Coniglio wurde in Manchester in England geboren und lebt auch weiterhin dort.
Als Kind sah er Spieler wie Alex Higgins und Jimmy White im Fernsehen und dachte sich „Das will ich auch machen“, nahm sich ein Queue und legte los. Nach einigen Anfangserfolgen merkte er aber, dass er nicht gut genug ist um als Profi zu bestehen und entschied sich Schiedsrichter zu werden, er ist aber weiterhin als Spieler aktiv.
Sein größter Erfolg als Spieler war ein 3:0-Sieg über Paul Hunter. Sein höchstes Break ist eine 127.
Er legte sein Klasse 3 Examen am 12. September 2001 ab, kann seitdem professionelle Spiele leiten und ist seit der Saison 2005/2006 im Schiedsrichterkader von Worldsnooker.
Er hat bislang (Dezember 2019) vier Finals von Weltranglistenturnieren geleitet (2016 und 2018 den World Grand Prix, 2016 die English Open und 2019 die UK Championship. Er leitete auch ein Halbfinale, die 2015 UK Championship).
Bei der Qualifikation der Australian Open 2013 leitete er beim 5:4-Sieg von Simon Bedford über Barry Pinches das bislang längste Best-of-9-Spiel, das sieben Stunden und 29 Minuten dauerte. Er leitet bislang (Dezember 2019) ein Maximum Break.
Als sein peinlichstes Erlebnis nennt er, dass er bei einem Qualifikationsspiel in Prestatyn den weißen Ball fallen ließ, als er ihn reinigen sollte, er habe sich an diesem Tag aber krank gefühlt. Seine größte private Peinlichkeit in Bezug auf Snooker sei, dass er die Hochzeit seiner Cousine vergessen hatte und es zu einer Terminkollision mit seiner Schiedsrichtertätigkeit kam, er leitete das Spiel.
Neben der Tätigkeit am Tisch haben Snookerschiedsrichter auch Aufgaben im Hintergrund.
Als Marker kontrollieren sie die Anzeigetafeln, führen das
Spielprotokoll und helfen dem Tischschiedsrichter ggf. nach einem Miss,
die ursprüngliche Spielsituation wieder herzustellen.